# 希普利 (英國國會選區)
希普利（英語：Shipley），英國國會一郡選區，包括英格蘭約克郡-亨伯西約克郡西北部、布拉德福德市中部六個地方選區。
創設於1885年，1930年恢復以來多數支持保守黨。在2010年大選中現任的菲利浦·戴維斯以48.6%選票成功連任。